# Alyona Alyona

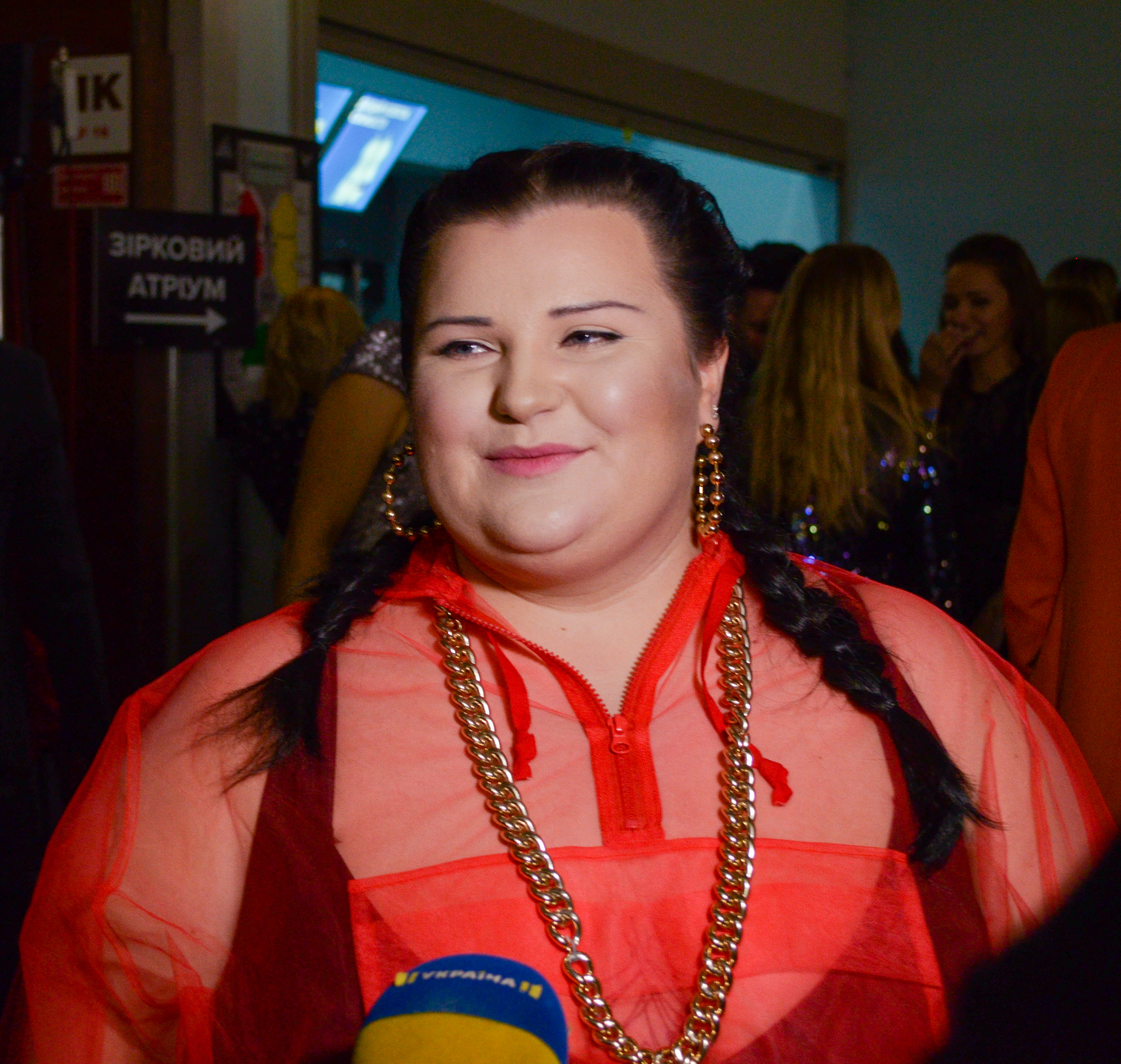
Alyona Alyona (2019)

Aljona Olehiwna Sawranenko (ukrainisch Альона Олегівна Савраненко; * 14. Juni 1991 in Kapitaniwka, Ukrainische SSR, Sowjetunion), besser bekannt unter ihrem Künstlernamen Alyona Alyona (stilisiert als alyona alyona), ist eine ukrainische Rapperin. Die bei Def Jam Polska unter Vertrag stehende Künstlerin begann ihre musikalische Laufbahn 2018 und veröffentlichte seither zwei Studioalben.

## Leben
Sawranenko kam im Juni 1991 – zehn Wochen vor der ukrainischen Unabhängigkeitserklärung – in der Kleinstadt Kapitaniwka im damaligen Rajon Nowomyrhorod zur Welt. Sie wuchs mit ausländischer Rockmusik auf, die sie auf den Musikkassetten ihres Vaters hörte. Erste Hip-Hop-Erfahrungen machte sie mit Coolios Gangsta’s Paradise und Eminems Album The Eminem Show, das ihr Vater von einem beruflichen Aufenthalt im Ausland mitbrachte. Im Alter von 14 Jahren zog Aljona nach Baryschiwka in der Oblast Kiew. Sie studierte Psychologie und Pädagogik am Gregorius-Skoworoda-Institut der Nationalen Akademie für Erziehungswissenschaften und verdiente Geld als Supermarkt-Kassiererin sowie mit dem Verkauf von Make-up. Nach dem Studienabschluss war sie vier Jahre lang als Kindergärtnerin unter anderem in Baryschiwka tätig.
Nach dem russischen Überfall auf die Ukraine Ende Februar 2022 kehrte Sawranenko von Kiew nach Baryschiwka zurück und leistet dort Freiwilligendienst. Sie nutzt ihre Reichweite in sozialen Medien, um ausländische Follower, darunter viele Russen, über den Krieg zu informieren. Außerdem appelliert sie an Streaming-Dienste, ukrainischen Musikern die Verwendung eines aktuellen Texthinweises auf blau-gelbem Hintergrund anstelle ihrer Album- und Singlecovers zu gestatten, wie es beispielsweise auf YouTube bereits möglich ist.

## Karriere

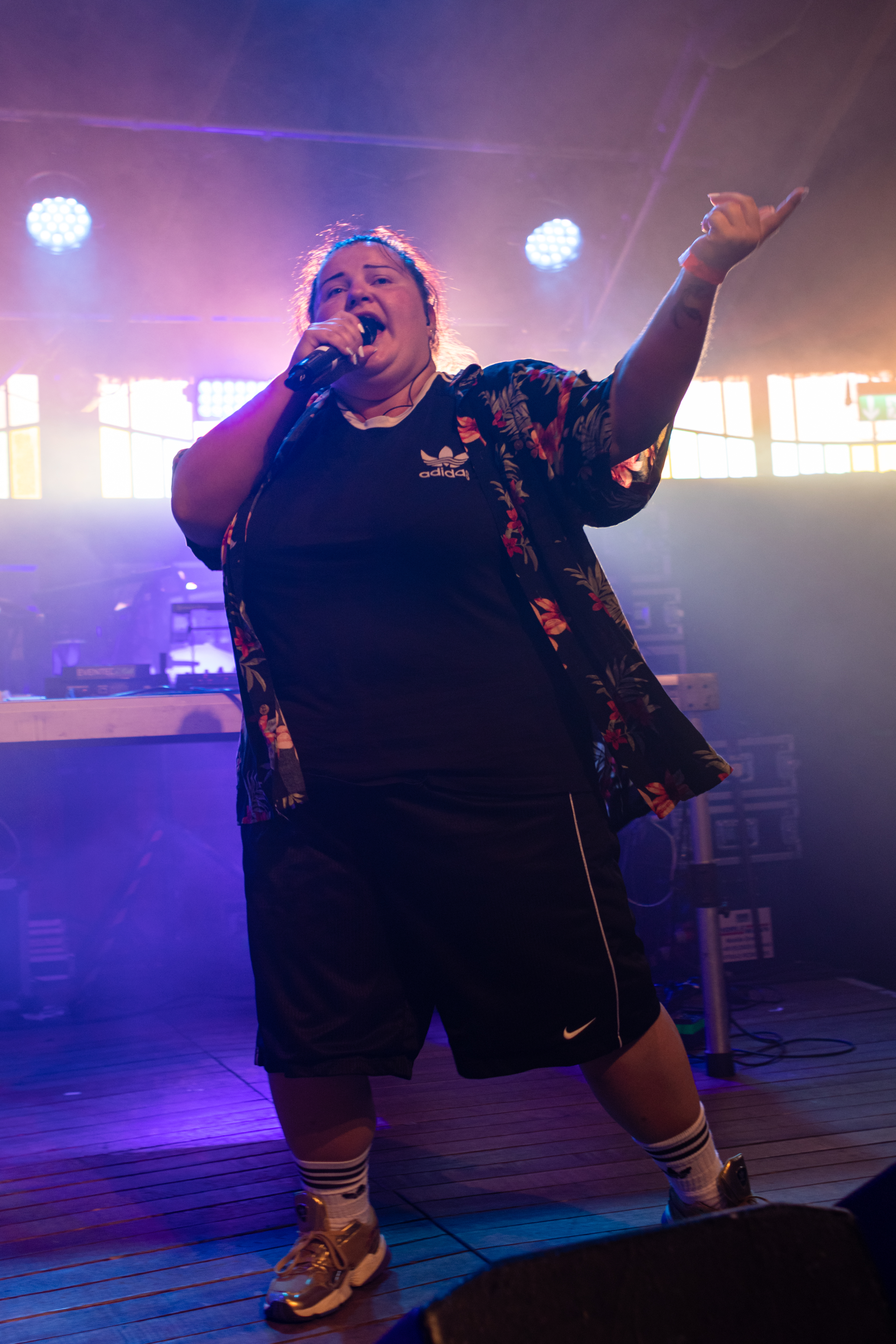
Alyona Alyona auf dem Haldern Pop Festival (2019)

Aljona hat keine musikalische Ausbildung und brachte sich Rap und Gesang selbst bei. Bereits im Alter von zwölf Jahren verfasste sie erste Raptexte, stieß damit anfangs aber auf wenig Verständnis. Aus ihrem näheren Umfeld kamen Reaktionen wie „Frauen sollen Borschtsch kochen“, weshalb sie ihre Musik lediglich als Hobby betrieb.
Im Oktober 2018 ging sie als Rapperin an die Öffentlichkeit und brachte unter dem Pseudonym alyona alyona ein YouTube-Video zu ihrem Song Рибки (Rybky) heraus. Das von einem Freund aufgenommene Video zeigt sie im Badeanzug am Strand und auf einem Jet-Ski fahrend. Ein zweites Video im Stil von Barney und seine Freunde und der Sesamstraße führte binnen weniger Wochen zu mehr als 500.000 Klicks und machte ukrainische Medien auf die 27-Jährige aufmerksam. Es folgten weitere Videoveröffentlichungen, die ebenfalls hohe Aufrufzahlen erreichten. Vom plötzlichen Erfolg beflügelt, gab sie ihre Anstellung als Kindergärtnerin auf und zog in die Hauptstadt Kiew.
Im April 2019 veröffentlichte Alyona Alyona ihr Debütalbum Пушка (Puschka), das neben dem gleichnamigen Titeltrack die Single Падло (Padlo), eine Kollaboration mit Alina Pash, auskoppelte. Der Erfolg des Albums erweckte auch das Interesse internationaler Medien: Die New York Times listete die Künstlerin als einen von „15 pop acts who matter right now“, der Guardian nahm sie in eine Liste von 50 neuen Musikern für das Jahr 2020 auf. Im zweiten Halbjahr 2019 tourte Alyona Alyona erstmals durch Europa und trat unter anderem auf dem Haldern Pop Festival, dem Waves Vienna und dem Sziget auf. Das Reeperbahn Festival zeichnete sie mit dem Anchor – Reeperbahn Festival International Music Award aus. Beim wichtigsten Musikpreis der Ukraine, dem YUNA Music Award, war sie 2020 in sechs Kategorien nominiert und konnte drei davon für sich entscheiden. Im Hinblick auf weitere Veröffentlichungen unterschrieb sie als erste ausländische Künstlerin einen Vertrag bei Def Jam Polska. Das US-Magazin Forbes nahm sie 2020 in die Liste der 30 wichtigsten Persönlichkeiten unter 30 auf.
Im April 2021 veröffentlichte Alyona Alyona ihr zweites Studioalbum Galas, das von der Zusammenarbeit mit zahlreichen verschiedensprachigen Rappern geprägt ist und als „ein Babel der Hip-Hop-Szene“ bezeichnet wurde: Unter den aus neun Ländern stammenden Features finden sich etwa die ukrainische Band Kalush, der ukrainischstämmige Deutsche Olexesh, die Mexikanerin Yoss Bones oder der Pole Żabson. Eine erste kleine Europatournee nach Beginn der COVID-19-Pandemie wurde für April 2022 geplant.
Im Juli 2023 eröffnete Alyona Alyona „Das Fest“ in Karlsruhe.
Gemeinsam mit Jerry Heil hat sie die Ukraine beim ESC 2024 in Malmö mit dem Electrofolk-Rapsong Teresa & Maria vertreten. Im Finale am 11. Mai 2024 belegten sie den dritten Platz.

## Stil
Alyona Alyona verarbeitet in ihrer Musik vor allem Einflüsse der US-amerikanischen Rapszene, darunter Cloud Rap und Trap, und nennt Eminem, Lizzo und Princess Nokia als größte Inspirationen. In der New York Times wurde sie mit Azealia Banks verglichen. Aufgewachsen mit der Mischsprache Surschyk, verfasste sie ihre Texte jahrelang auf Russisch, wandte sich aber 2014 in Folge des Euromaidan der ukrainischen Sprache zu, die sie selbst als „sehr synonymreich“ beschreibt. Auf mögliche Sprachbarrieren ihrer Musik angesprochen, antwortete sie gegenüber laut.de:

„(…) Im Verlauf unserer Geschichte [der Ukraine, Anm.] waren wir Teil von Österreich, von Polen, der Türkei, von Russland … wir haben also russische Einflüsse, polnische Einflüsse, bulgarische Einflüsse, rumänische Einflüsse … Es ist okay, viele verschiedene Sprachen, das ist in der Ukraine der absolute Normalfall. Die Leute achten in erster Linie auf den Vibe, auf den Flow, auf die Musik, und dann erst suchen sie nach einer Übersetzung der Texte.“

Alyona Alyona verzichtet in ihren Raps auf Flüche und Kraftausdrücke und sieht sich, geprägt von der Arbeit als Kindergärtnerin, als Vermittlerin lehrreicher Botschaften. Ihre Texte befassen sich mit Alltagsthemen, aber auch mit weiblicher Selbstermächtigung und Body Positivity. Der Titel ihres ersten Hits Рибки (Rybky, übersetzt etwa: „kleine Fische“) steht metaphorisch für junge Frauen, die sich von der ukrainischen Gesellschaft ausgeschlossen wie „ein Fisch an Land“ fühlen. In ihrem bekanntesten Lied Пушка (Puschka) spielt sie mit der Mehrfachbedeutung des Wortes, das im Ukrainischen sowohl „Kanone“ als auch so viel wie „die Beste“ bedeutet. Das im Text ebenfalls enthaltene russische Пышка (Pyschka) meint hingegen einen Krapfen oder eine übergewichtige Frau. Weitere Themen sind die Emigration junger Ukrainer ins Ausland und die Umwelt.
Modisch tritt Alyona Alyona oft in Secondhandkleidung auf, vor allem in Sportanzug und Sneakers.

## Diskografie
Studioalben
- 2019: Пушка (Puschka)
- 2019: В хаті МА (W chati MA)
- 2021: Galas
- 2021: Lava

EPs
- 2022: Dai Boh (mit Jerry Heil)
- 2024: Apple Music Sessions (mit Jerry Heil)

Singles (Auswahl)
- 2019: Гори (Hory) (mit Kalush)
- 2020: Жалі (Schali) (mit Jamala)
- 2020: Dancer (mit Vladimir Cauchemar)
- 2021: Shalom (mit Olexesh)
- 2022: Люлі-Люлі (mit Artem Pywowarow)
- 2022: Рідні мої (mit Jerry Heil)
- 2022: Kupala (mit Jerry Heil & ela.)
- 2023: Не втратимо зв'язок
- 2023: Небо хилиться (mit Kola)
- 2024: Тереза і Марія (Teresa & Maria) (mit Jerry Heil)

## Auszeichnungen für Musikverkäufe
| Goldene Schallplatte - Griechenland - 2025: für die Single Teresa & Maria - Polen - 2024: für die Single Teresa & Maria |

| Land/RegionAuszeichnungen für Musikverkäufe (Land/Region, Auszeichnungen, Verkäufe, Quellen) | Gold     | Platin | Verkäufe | Quellen         |
| -------------------------------------------------------------------------------------------- | -------- | ------ | -------- | --------------- |
| Griechenland (IFPI)                                                                          | Gold1    | —      | 10.000   | Einzelnachweise |
| Polen (ZPAV)                                                                                 | Gold1    | —      | 25.000   | olis.pl         |
| Insgesamt                                                                                    | 2× Gold2 | —      |          |                 |

## Auszeichnungen bei Musikpreisen
| Jahr | Award             | Nominiert              | Kategorie             | Resultat  |
| ---- | ----------------- | ---------------------- | --------------------- | --------- |
| 2018 | YUNA Music Awards | Рибки                  | Bester Hip-Hop-Hit    | Nominiert |
| 2019 | Anchor Award      | Alyona Alyona          | –                     | Gewonnen  |
| 2019 | M1 Music Awards   | Велика й смішна        | Debüt des Jahres      | Nominiert |
| 2019 | M1 Music Awards   | Падло (mit Alina Pash) | Tanzdarbietung        | Nominiert |
| 2020 | YUNA Music Awards | Alyona Alyona          | Newcomerin des Jahres | Nominiert |
| 2020 | YUNA Music Awards | Alyona Alyona          | Beste Künstlerin      | Nominiert |
| 2020 | YUNA Music Awards | Пушка                  | Bestes Album          | Gewonnen  |
| 2020 | YUNA Music Awards | Падло (mit Alina Pash) | Bestes Duo            | Gewonnen  |
| 2020 | YUNA Music Awards | Падло (mit Alina Pash) | Bester Hip-Hop-Hit    | Gewonnen  |
| 2020 | YUNA Music Awards | Пушка                  | Bester Hip-Hop-Hit    | Nominiert |
| 2020 | Women in Arts     | Alyona Alyona          | Women in Music        | Gewonnen  |